# Schedorhinotermes translucens
Schedorhinotermes translucens es una especie de termita subterránea del género Schedorhinotermes, de la familia Rhinotermitidae, orden Blattodea.

## Distribución
Se distribuye por Bangladés, Meghalaya, Indonesia, Malasia, Papúa e Islas Salomón.

## Taxonomía
Fue descrita por Haviland en 1898.
Tratamiento taxonómico
La especie aparece registrada y publicada en Observations on termites; with descriptions of new species. Journal of the Linnean Society of London (Zoology) 26, 358–442 + 4 pls.